# Alex Gurney
Alex Gurney (ur. 4 września 1975 roku w Newport Beach) – amerykański kierowca wyścigowy.

## Kariera
Gurney rozpoczął karierę w międzynarodowych wyścigach samochodowych w 1998 roku od startów w Barber Dodge Pro Series,. Z dorobkiem 55 punktów został sklasyfikowany na dziesiątej pozycji w końcowej klasyfikacji kierowców. W późniejszych latach Amerykanin pojawiał się także w stawce Atlantic Championship, Brytyjskiej Formuły 3, Grand American Rolex Series, Grand-Am Rolex Sports Car Series oraz United SportsCar Championship.

## Życie prywatne
Alex jest synem byłego kierowcy Formuły 1 Dana Gurneya.